# Ligne 136B (Infrabel)
Pour les articles homonymes, voir Ligne 136.
La courte ligne 136B (Florennes -) Hemptinne - Senzeilles (- Mariembourg) fut d'abord établie comme relation Florennes - Philippeville par la Compagnie de l'Entre Sambre et Meuse. Elle fut prolongée bien plus tard par la compagnie de l’État Belge vers Senzeilles, plus au sud, avec un embranchement en direction de Walcourt et Charleroi. Elle est actuellement utilisée comme itinéraire de détournement de la ligne 132 depuis qu'une section de cette dernière fut inondée à l'occasion de la construction des barrages de l'Eau d'Heure dans les années 1970.

## Historique

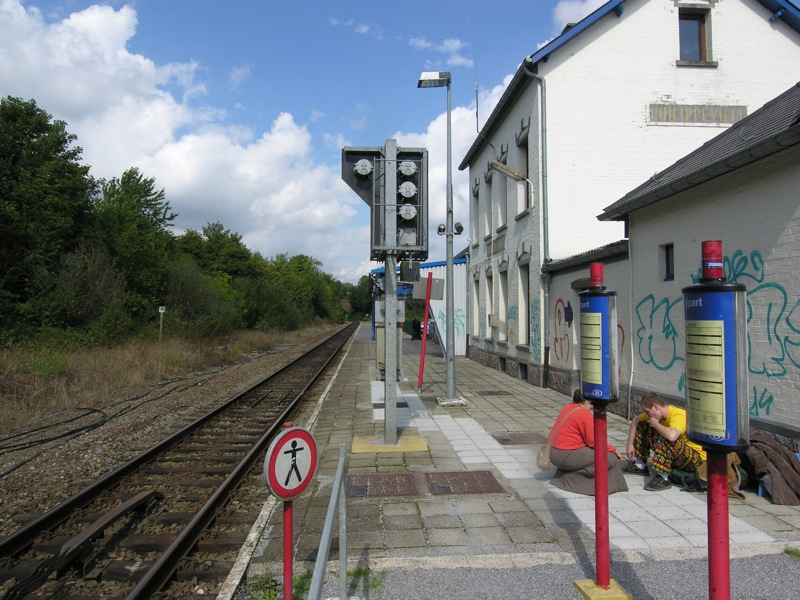
La gare de Philippeville

- En 1848, la compagnie de l’entre Sambre et Meuse inaugure une relation Charleroi - Walcourt - Morialmé, afin d'améliorer le transport de minerais entre Morialmé et la sidérurgie carolorégienne.
- Entre 1852 et 1854, la compagnie inaugurera la liaison entre Rossignol et Florennes d'une part, et entre Walcourt et la Meuse à Vireux-Molhain, via Mariembourg d'autre part et enfin une antenne entre Florennes et Philippeville.
- En 1864, la Compagnie du Grand Central Belge est mise sur pied. Elle associe notamment les Compagnies de l'Est et de l'entre Sambre et Meuse. En 1897, le Grand central est repris par les Chemins de fer de l'État Belge.
- Au début du siècle, l'État vise à sédentariser la population de l'Entre Sambre et Meuse, dont l'industrie décline au profit du bassin de Charleroi. La SNCB est priée d'offrir une desserte voyageur de qualité, avec Florennes comme nœud de concentration des navetteurs. En 1908, la ligne est prolongée vers Senzeille et la ligne 132 afin de desservir la « botte du Hainaut ».
- En 1910, ce projet se termine par le raccordement entre les gares de Florennes, ce qui est l'occasion d'inaugurer l'imposante gare de Florennes Central. La ligne reste toutefois à voie unique.
- Le 17 octobre 1954, la SNCB décide de transférer le trafic voyageurs vers la route, comme pour de nombreuses lignes secondaires frappées par l'avènement de l'automobile.
- Le trafic marchandises se limite alors aux sections Florennes - Hemptinne et Senzeille - Philippeville, le tronçon intermédiaire de la ligne étant déferré en 1959.
- En 1970, la construction des barrages de l'Eau d'Heure nécessite le détournement entre Walcourt et Mariembourg de la ligne 132, encore en activité. L'assiette des lignes 136 et 136B est utilisé comme itinéraire alternatif (une courbe de raccordement est posée entre Yves-Gomezée et Jamagne tandis qu'une voie directe vers Mariembourg remplace la courbe qui menait à Senzeilles). Sur la ligne 136B, les gares de Philippeville et Neuville-Nord rouvrent (mais la seconde ferme à nouveau en 1982) ; la portion de ligne entre Neuville-Nord et Senzeilles fut désaffectée et démontée en même temps que l'ancien tracé de la ligne 132.

## Utilisation
La partie Sud de la ligne, exploitée en tant que ligne 132N, est parcourue par les autorails diesel de la série 41 assurant la relation Charleroi-Central - Couvin.
Depuis 2004, un trafic marchandise est à nouveau organisé au départ de la carrière « Les petons », exploitée par Solvay à Yves-Gomezée. Des trains entiers de ballast sont expédiés vers l'Allemagne.

### Sources
- Au cœur de l'Entre-Sambre-et-Meuse de Roland Marganne, dans « Le rail - Mensuel des œuvres sociales de la SNCB - janvier 2006 »
- (nl) Wim De Ridder - Spoorlijnen in Belgïe - lijn 136A
- (nl) - Paul Kevers :  Belgische spoorlijnen - L136B